# Can Girona

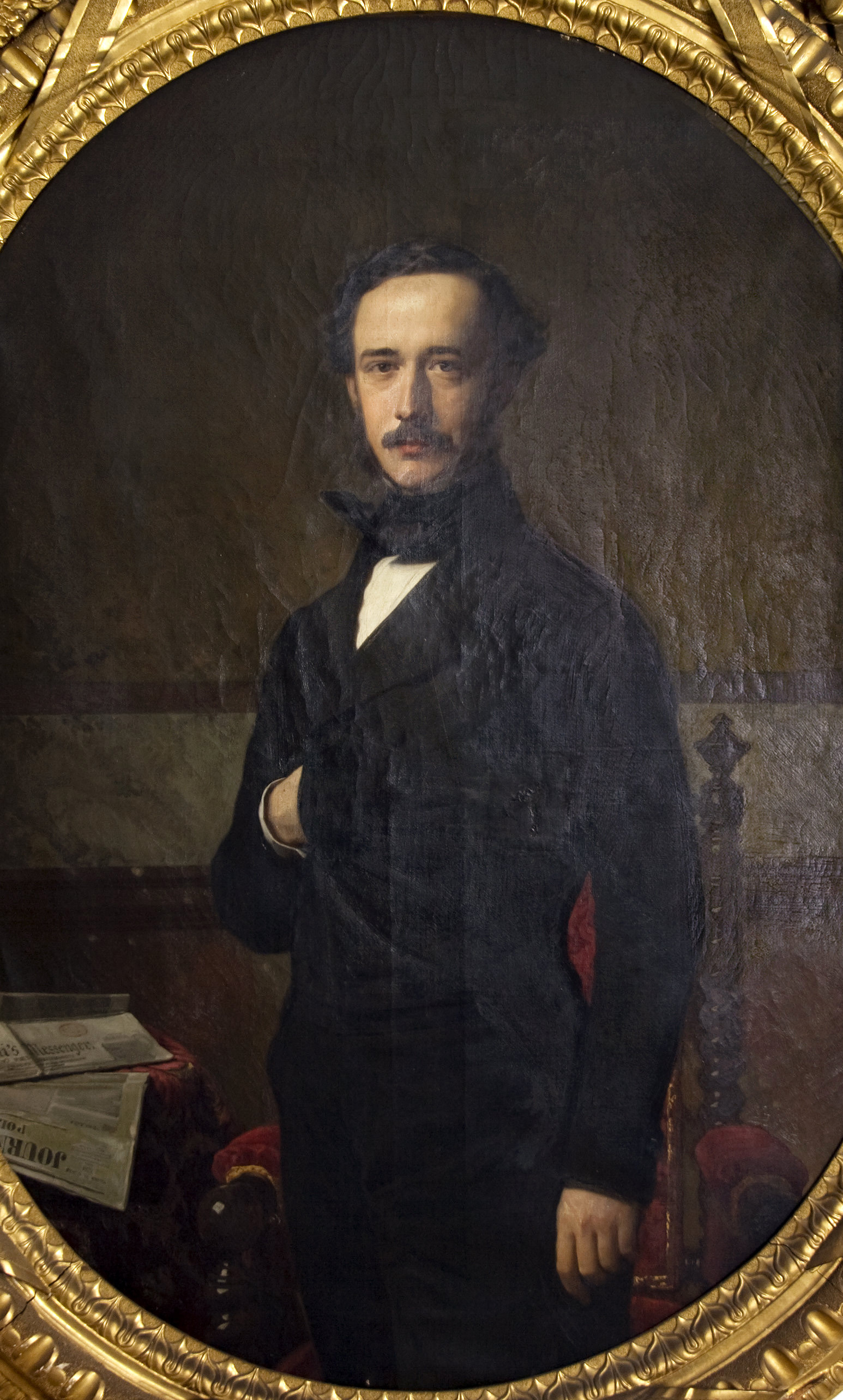
Retrato de Ignacio Girona y Agrafel, pintado por Federico de Madrazo y Kuntz en 1853.

Can Girona o Forjas de Can Girona era una empresa metalúrgica y de construcción de material ferroviario sita en Pueblo Nuevo (Barcelona).
Su origen remonta al año 1859, cuando los hermanos Ignacio Girona y Agrafel (Tárrega, Lérida, 1824 - Barcelona, 1889) y Casimiro Girona y Agrafel, (1834-1909), hijos de Ignacio Girona y Targa (Tárrega 1781- Barcelona, 1867) explotaban tres herrerías en Barcelona: 
- Herrería Barcelonesa, instalada en el barrio de Pueblo Nuevo, junto a las vías de la estación de Pueblo Nuevo en la línea de Barcelona a Mataró;[2] donde está ahora el parque de Diagonal Mar.
- Herrería del Clot, instalada en barrio del Clot.
- Herrería de Sans, instalada en el barrio de Sants.

Esta última herrería pasó a llamarse Herrería de San José y se fusionó poco después con la Herrería Barcelonesa y, desde aquel momento, paso a denominarse Herrería de San José y de Nuestra Señora del Remedio, quedando situada en Pueblo Nuevo y cuyas instalaciones constituyeron, por tanto, la base de la nueva factoría.
Los hermanos Ignacio y Casimiro Girona y Agrafel comerciaban bajo la razón social de Ignacio y Casimiro Girona, sociedad en comandita (el socio comanditario debía ser su padre, Ignacio Girona y Targa). Con esta razón social participaron en la construcción de la fábrica de Can Batlló (1868-1869), de la calle Urgel, de Barcelona, de la que se conserva parte, tras ser transformada en 1906 en la Escuela Industrial de Barcelona.

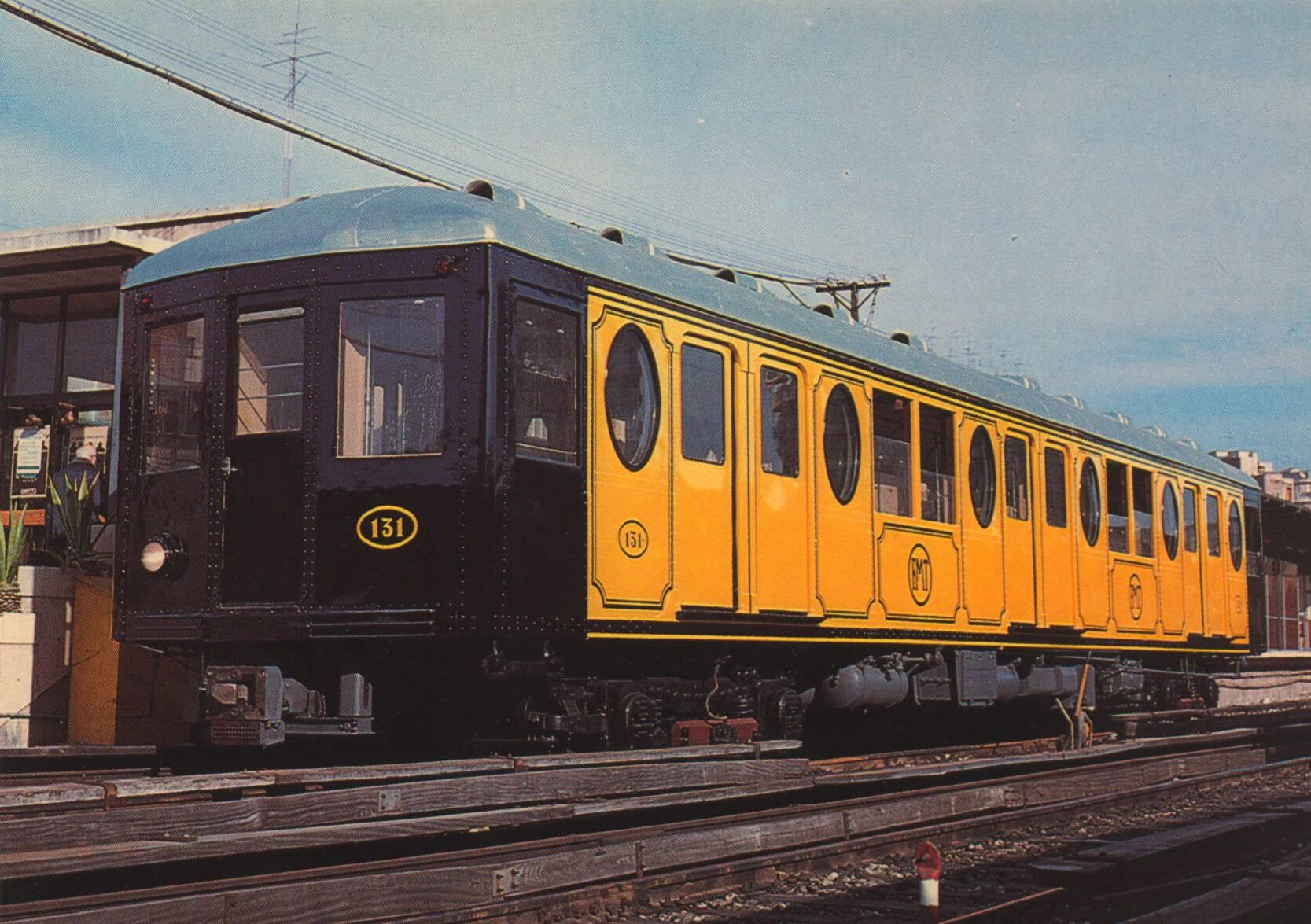
Último vagón de la Serie 100, de los construidos en Can Girona entre 1926 y 1929, para la Línea Transversal del Metro de Barcelona, que es de ancho ibérico. Esta es la línea de metro con la vía y los vagones más anchos del mundo. Con diversas transformaciones circularon durante 35 años, hasta 1977.

La Herrería San José y de Nuestra Señora del Remedio se dedicaba preferentemente a la obtención de hierro por el procedimiento de hornos de pudelado, es decir, comprimiendo la chatarra en paquetes mediante el empleo de martillos pilones. En esta herrería se fabricaban aceros laminados, herraduras y hierros forjados de todas clases (por esto último era denominada Forjas de Can Girona). 
La familia Girona tuvo una larga relación con la industria metalúrgica. Así, Jaime Girona y Agrafel hermano pequeño de Ignacio y Casimiro Girona, fue, entre otros, fundador en 1882 de la Sociedad Altos Hornos y Fábricas de Hierro y Acero de Bilbao, luego Altos Hornos de Vizcaya, S.A., ostentando la presidencia de su consejo de administración durante más de 25 años; también fundó la empresa asturiana Duro Felguera, entonces dedicada a la minería de hierro y carbón. De la misma manera, otro hermano Manuel Girona y Agrafel, fue consejero y fundador de Altos Hornos de Vizcaya (junto con Jaime) y presidente de la Compañía de los Caminos de Hierro del Norte de España (línea de Barcelona a Granollers) y promotor en 1852 del Ferrocarril de Zaragoza a Barcelona. Esta última circunstancia hizo que sus hermanos Ignacio y Casimiro orientasen la Herrería de San José y de Nuestra Señora del Remedio hacia la construcción de material ferroviario. 
Hacia 1859, Ignacio y Casimiro Girona y Agrafel, adquiríeron los talleres Balcells y Gallisá, situados en la calle Marqués de Campo Sagrado 22 (cerca de la avenida del Paralelo y la ronda San Pablo, de Barcelona), donde se construían coches, vagonetas, carros, etc.
La Casa Girona, como denominaban al conjunto de empresas familiares, ya tenía experiencia en la construcción de material ferroviario, cuando en 1859 la empresa del ferrocarril de Ferrocarril de Barcelona a Zaragoza, bajo el impulso de Manuel Girona y Agrafel, tras haber terminado la construcción de la línea por la empresa familiar Girona Hermanos, Clavé y Cía., construyó en Tarrasa unos talleres de fabricación de material ferroviario basado, inicialmente, en los modelos alemanes e ingleses que habían importado, y posteriormente sobre diseños propios. Esta actividad se trasladó en 1861 a los talleres de Can Girona, tras la compra de la empresa Balcells y Gallísá. Transcurridos unos años, estos se hicieron pequeños y decidieronn montar una nueva empresa especialmente dedicada a la construcción de material ferroviario con unas dimensiones mucho mayores, constituyendo en 1881 la razón social Material para Ferrocarriles y Construcciones, S.A., con sede en la calle Ancha 2, de Barcelona, que era la sede de la Casa Girona.
La iniciativa de la constitución de la Material para Ferrocarriles y Construcciones, S.A. partió de Crédito General de Ferrocarriles, empresa fundada en 1881 por el Banco de Castilla, Antonio López, los hermanos Girona Agrafel, diversos accionistas de Madrid, Cataluña y el País Vasco, y bancos como el Banco de Barcelona, Banco de Bilbao, Banco Hispano Colonial, Banco de Crédito Mercantil, a los que se añadieron algunas participaciones minoritarias de franceses e ingleses. La familia Girona tuvo un especial peso en Crédito General de Ferrocarriles por lo que tres de sus miembros participaban en el consejo de administración: los hermanos Jaime y Manuel Girona y Agrafel, junto con el hijo del primero, Jaime Girona y Canaleta (I Conde de Eleta). Por otra parte, poco tiempo después los Girona también participaron en la creación de Altos Hornos de Vizcaya, por lo que entre las dos empresas (Material para Ferrocarriles y Construcciones, S.A. y Altos Hornos de Vizcaya, S.A.) la Casa Girona podía facilitar a las empresas ferroviarias tanto material rodante, especialmente vagones, como material fijo.
El capital estructurado al constituir Material para Ferrocarriles y Construcciones, S.A. fue de 10 millones de pesetas (20.000 acciones), totalmente desembolsados de la siguiente manera: la familia Girona el 37,5% (Manuel tiene 2.500 acciones, Ignacio y Casimiro comparte 2.500 acciones, Juan Girona Vilanova 1.500 acciones (hijo de Ignacio) y Jaime 1.000 acciones) ; Crédito General de Ferrocarriles el 25% (5.000 acciones); Balcells y Gallisá un 12,5%; y el resto, otros accionistas. 
Los cuatro hermanos Girona, aún tras la muerte del padre, Ignacio Girona y Targa y la disolución de la empresa familiar Girona Hermanos y Cía. (el socio Juan Bautista Clavé, se había retirado ya de la sociedad), solían participar en la mayor parte de los negocios promovidos por alguno de ellos, salvo alguna excepción. El primer consejo de administración de dicha sociedad lo constituyeron los cuatro hermanos Jaime, Manuel, Ignacio y Casimiro Girona y Agrafel, pasando a ocupar la gerencia de la misma un hijo de Ignacio, Juan Girona y Vilanova (Barcelona, 1859-1950), ingeniero industrial especializado en mecánica y química (era de la promoción de 1879 de la Escuela Técnica Superior de Ingenieros Industriales de Barcelona). Juan Girona y Vilanova ocupó la gerencia de la empresa durante 67 años, lo cual constituye un récord de permanencia en un puesto de este tipo. Ignacio Girona y Agrafel heredó de su padre el Castell del Remey, otra empresa familiar, que pasó luego sus hijos Ignacio Girona y Vilanova y Juan Girona y Vilanova, y finalmente a este último, que compatibilizó su actividad metalúrgica con su afición a la agricultura y la viti-vinicultura.
El arranque de la producción se produjo con parsimonia. Entre 1881 y 1890 hay que destacar la fabricación de 100 carruajes para la Sociedad General de Ómnibus de Madrid, unas estructuras metálicas para el Puerto de Barcelona y otras para la galería de máquinas de la Exposición Universal de Barcelona de 1888, dos puentes para el ferrocarril de Lorca a Murcia, 100 vagones para la línea de Alcantarilla a Lorca, 4 vagones de 3ª clase para el ferrocarril de Barcelona a Sarriá, 7 vagones para el ferrocarril de Manresa a Berga. En 1886 esta sociedad firmó su primer contrato importante para el suministro de 300 coches y vagones para la Compañía de los ferrocarriles de Tarragona a Barcelona y Francia haciéndose la entrega un año después. Fue el de mayor volumen de material ferroviario que se había contratado en España pues, hasta aquella fecha, gran parte del mismo se importaba. En 1892 logró la adjudicación, por parte de la Dirección General de Correos, de 80 coches-correo con los que tuvo pocos beneficios pero que dio mucho prestigio a la empresa. Entre 1892 y 1905 fabricaron 390 vagones para la Compañía de Tarragona a Barcelona y Francia, 214 vagones para el ferrocarril de Almansa a Valencia y Tarragona, 160 tranvías para Barcelona, vagones para el Funicular del Tibidabo en Barcelona, tranvías para Madrid, etc.

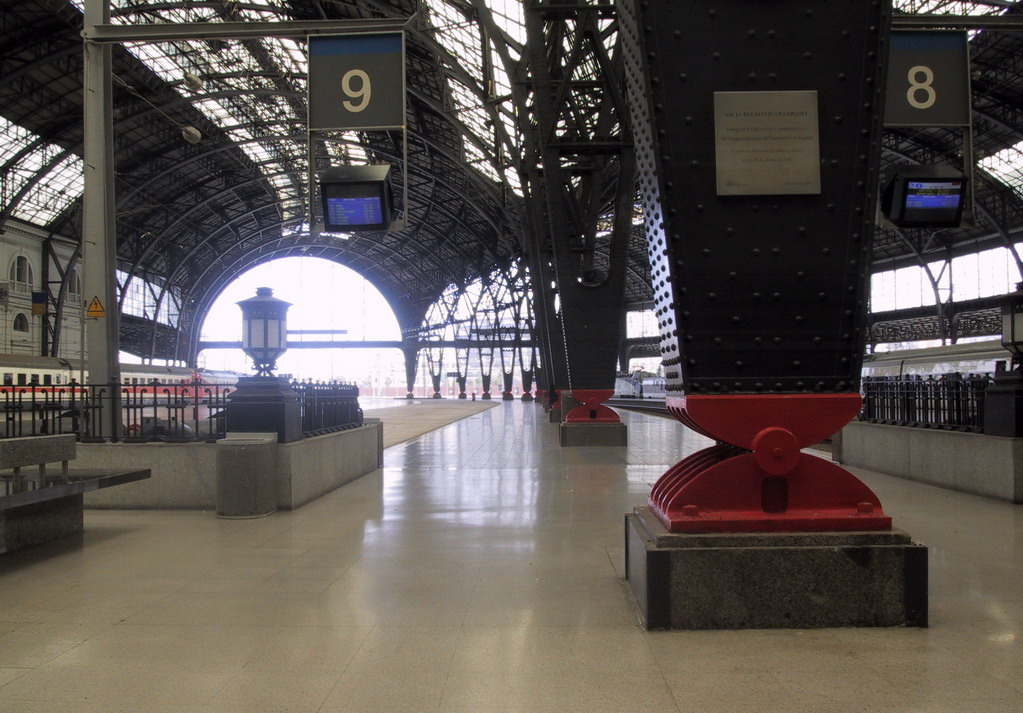
Imagen de la estructura de la Estación de Francia, construida por Material para Ferrocarriles y Construcciones, que fue acabada en 1929.

En los años 1907 y 1908 enriqueció la división metalúrgica con el montaje de 2 hornos Martin-Siemens, ganando una autonomía en la provisión de acero que permitió introducir una agilidad considerable en los plazos de entrega.
En esta empresa se construyeron grandes estructuras metálicas, como la Estación de Francia de Barcelona, las antiguas estaciones de Cádiz, Vigo, etc., materiales para los ferrocarriles, metros y tranvías, principalmente vagones. A pesar de sus cambios de nombre siempre fue conocida como Can Girona.
José Ramón Arana escribió en 1973 una novela titulada Can Girona. Por el desván de los recuerdos, que recrea la Barcelona obrera y fabril de la época de la dictadura de Primo de Rivera (1923-1930), y cuyo epicentro se sitúa en esta fábrica, donde había trabajado en la época que él recrea.
El año 1947, Juan Girona y Vilanova, a sus 87 años de edad, firmó la venta a Construcciones Devis S.A., de Valencia, que era una empresa del Banco Central, quedando como Presidente de Honor hasta su muerte el 16 de mayo de 1950, con 91 años de edad. La nueva empresa pasó a denominarse Material y Construcciones, S.A, (MACOSA). En 1993 se fusionó con otra veterana empresa del sector, la Maquinista Terrestre y Marítima, y posteriormente fue comprada por la multinacional francesa Alsthom.
Con la remodelación del frente litoral acometido en Barcelona en 1992 con el pretexto de los Juegos Olímpicos, los terrenos de Can Girona fueron vendidos por Alsthom a otra multinacional, Kepro, y en parte de ellos (la fábrica de Can Girona tenía 14 ha) se asienta hoy el parque y edificios de Diagonal Mar (que en propiedad deberían denominarse de Can Girona, para mantener el recuerdo de esta empresa) y el centro comercial del mismo nombre. De las que fueron sus instalaciones sólo se conserva la Torre de las Aguas del Besós (Torre de las aguas, de 63 m de altura), edificada en 1882 por el industrial Barcelonés Xavier Camps que pretendía comercializar las aguas del río Besòs, y de cuyo uso se benefició Can Girona que la acabó comprando cuando, por falta de potabilidad de las aguas, este abandonó el proyecto hacia 1890. La torre, el último vestigio de Can Girona es una interesante muestra de arquitectura industrial del arquitecto Pedro Falqués. La rehabilitación de la torre se inaugura el 22 de marzo de 2014 , día mundial del Agua, y se anuncia la cesión de los espacios al Archivo Histórico de El Pueblo Nuevo.